# Lohotský močiar
Lohotský močiar je přírodní rezervace v katastrálním území obce Kameničná v okrese Komárno v Nitranském kraji na Slovensku. Území bylo vyhlášeno v roce 1993 a jeho rozloha je 24,13 hektaru. Předmětem ochrany je mělký mokřad, který je poslední fází vývoje zarůstání mrtvého ramene Váhu, s břehy porostlými trsy ostřic (Carex).